# متنزه دبليو الوطني
متنزه دبليو الوطني ( (بالفرنسية: Parc national du W)  أو متنزه دبليو الإقليمي ( (بالفرنسية: W du Niger) ) هو متنزه وطني رئيسي في غرب إفريقيا يتعرج حول نهر النيجر على شكل حرف W. تضم الحديقة مناطق من ثلاث دول هي النيجر وبنين وبوركينا فاسو ، وتحكمها الحكومات الثلاث. حتى عام 2008 ، كان تنفيذ الإدارة الإقليمية مدعومًا من المشروع الممول من الاتحاد الأوروبي ECOPAS (النظم البيئية المحمية في منطقة جنوب السودان الساحلية، (بالفرنسية: Ecosystèmes protégés en Afrique soudano-sahélienne) ). تعمل المتنزهات الوطنية الثلاث تحت اسم W Transborder Park ( (بالفرنسية: Parc Regional W) ).

## التاريخ
تم إنشاء متنزه دبليو الوطني في النيجر بموجب مرسوم في 4 أغسطس 1954 ، ومنذ عام 1996 تم إدراجه كموقع للتراث العالمي لليونسكو . داخل النيجر، تم إدراج المتنزه كمتنزه وطني، IUCN Type II ، وهو جزء من مجمع كبير من المحميات والمناطق المحمية. وتشمل هذه المنطقة المجاورة دالول بوسو (الأراضي الرطبة ذات الأهمية الدولية (رامسار) على الضفة الشرقية لنهر النيجر والتداخل الجزئي لـ «بارك الوطنية دو دبليو» الأصغر (الأراضي الرطبة ذات الأهمية الدولية (رامسار). والمتنزهات الثلاثة هي BirdLife International Bird Bird Areas (IBAs) من الأنواع A1 و A3 (رموز IBA IBA NE001 و IBA BF008 و IBA BJ001).

## جغرافيا

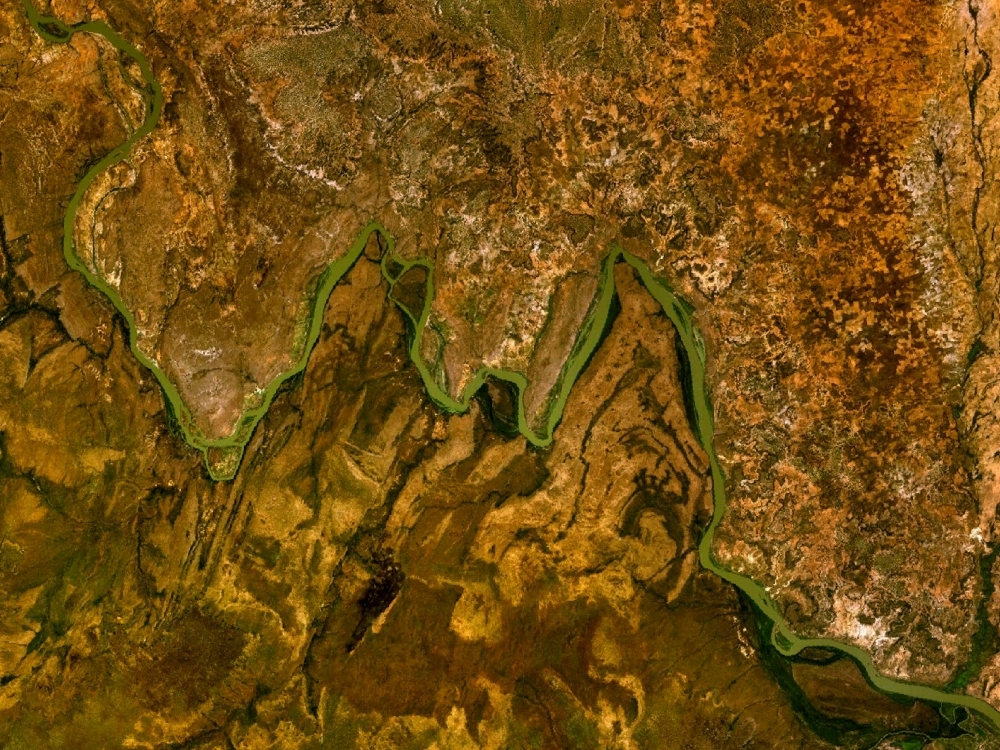
الانحناءات في نهر النيجر التي تمنح حديقة دبليو الوطنية اسمها المميز

في الدول الثلاث، تغطي الحديقة الإقليمية حوالي 10000 كيلومتر مربع (3900 ميل مربع) غير مأهولة إلى حد كبير من قبل البشر، حيث كانت حتى السبعينيات منطقة ملاريا من الأراضي الرطبة التي شكلتها دلتا نهر مكرو مع النيجر، مكسورة بالتلال الصخرية. تاريخيا، كانت المنطقة في وقت من الأوقات منطقة رئيسية للسكن البشري، تم الحكم عليها من قبل المواقع الأثرية الهامة (ومعظمها مقابر) الموجودة في المنطقة.

## النباتات
في المتنزه الوطني، تم تسجيل ما مجموعه 454 نوعًا من النباتات، بما في ذلك بساتين الفاكهة في النيجر فقط. تشكل الحديقة أيضًا الحد الجنوبي لتوزيع هضاب شجيرة النمر في النيجر.

## حيوانات
تشتهر الحديقة بالثدييات الكبيرة، بما في ذلك aardvark ، البابون ، الجاموس الأفريقي ، caracal ، فهد (توضيح) ، الفيل الأفريقي الشجيرة ، فرس النهر ، النمر الأفريقي، الأسد الغربي الإفريقي، السرفال وwarthog . توفر الحديقة موطنًا لبعض الفيل الأفريقي الإفريقي البري الأخير. ومع ذلك، فإن الزرافة النادرة في غرب إفريقيا، التي تقتصر اليوم على أجزاء صغيرة من النيجر، غائبة عن الحديقة. تشتهر حديقة دبليو أيضًا بحدوثها التاريخي لحزم الكلاب البرية في غرب إفريقيا المهددة بالانقراض ،  على الرغم من أن هذا الكلاب قد تم القضاء عليه الآن من المنطقة.
الحديقة الوطنية هي واحدة من آخر معاقل الفهد شمال غرب أفريقيا . ويقدر عددها بـ 25 فهدا مقيمين عبر مجمع متنزه دبليو الوطني - حديقة آرلي الوطنية - متنزه بندجاري الوطني المحمية.
تشتهر حديقة دبليو الوطنية أيضًا بتعداد الطيور، وخاصة الأنواع المهاجرة العابرة، مع تحديد أكثر من 350 نوعًا في الحديقة. تم تحديد الحديقة من قبل جمعية الطيور العالمية كمنطقة مهمة للطيور .

## معرض الصور

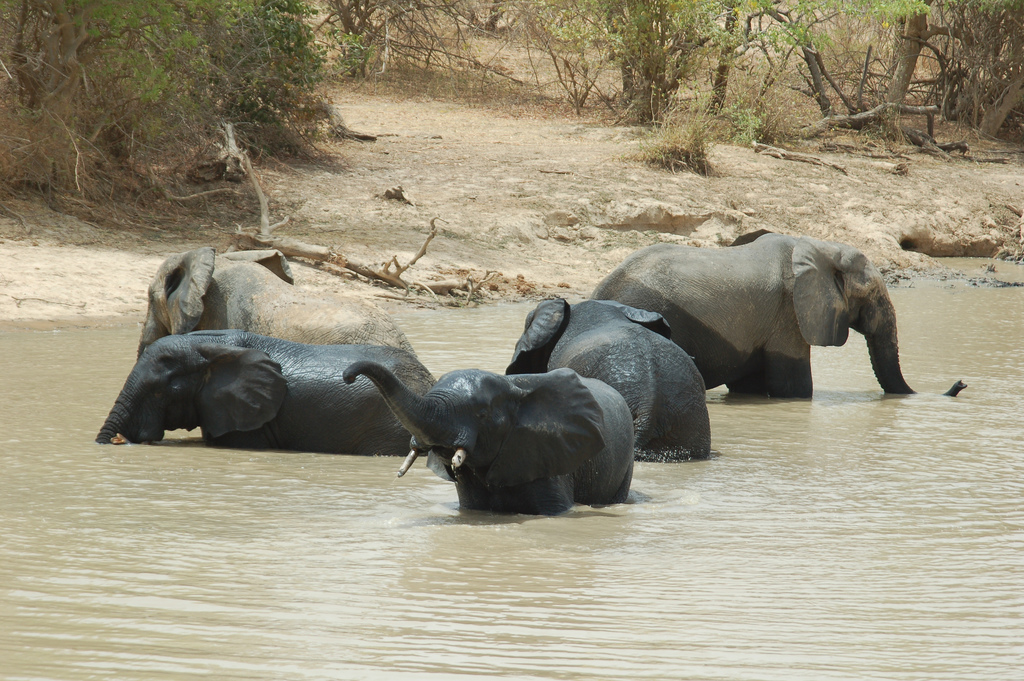
الفيلة بوش
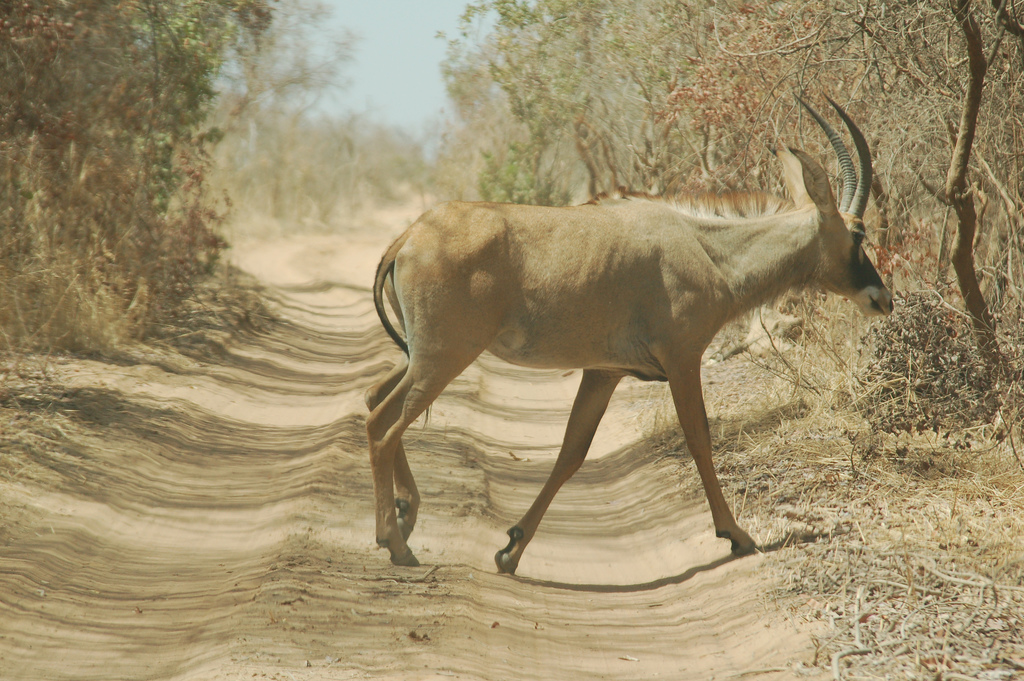
ظبي أسمر
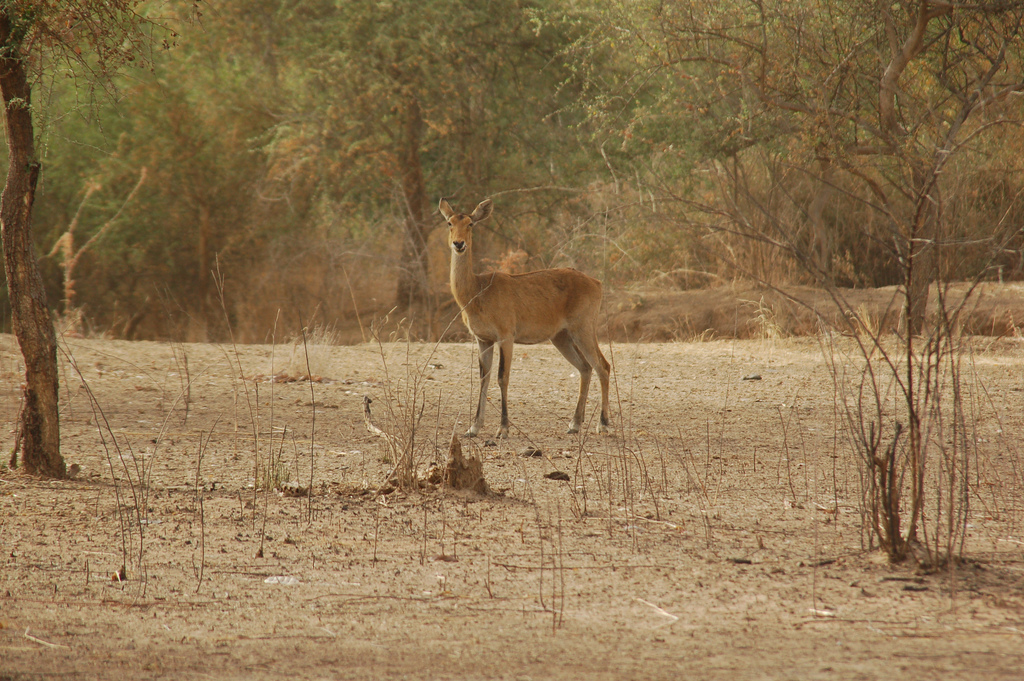
ظباء مرامري كوب
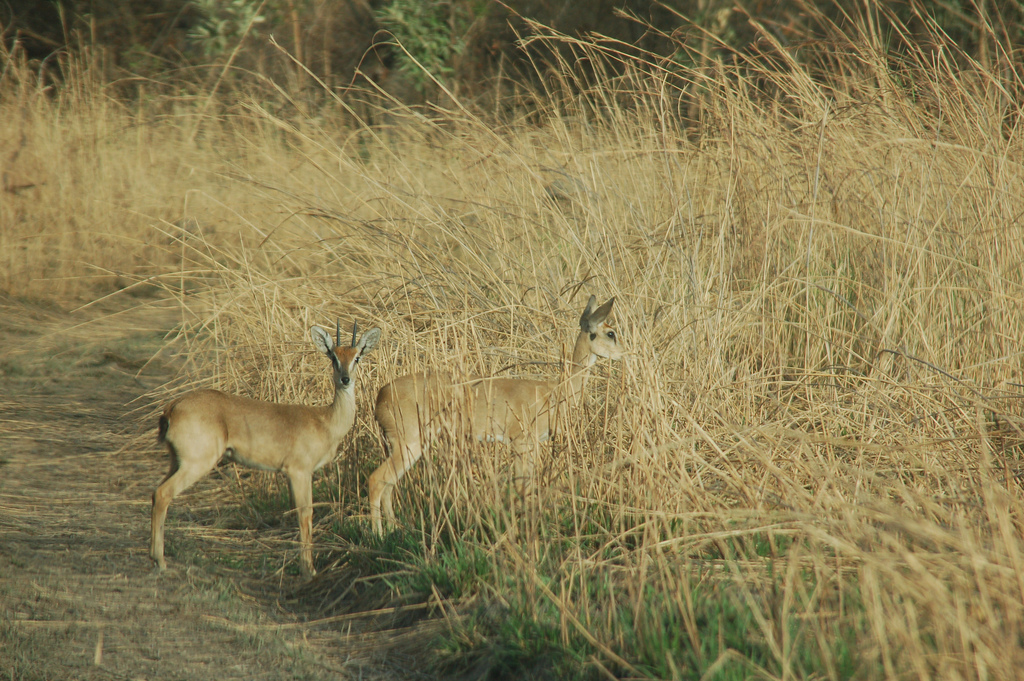
أوريبس
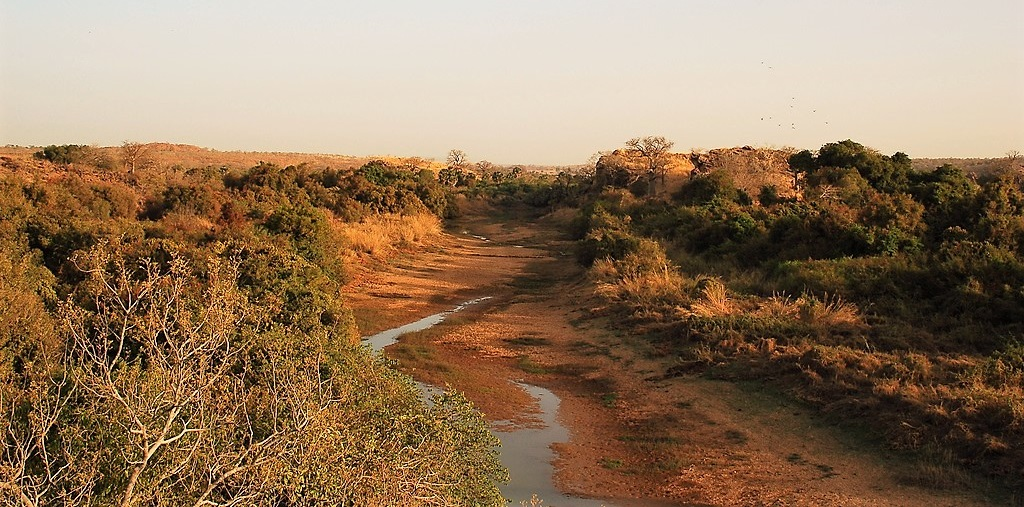
منظر يبيّن جفاف الينابيع في المتنزه
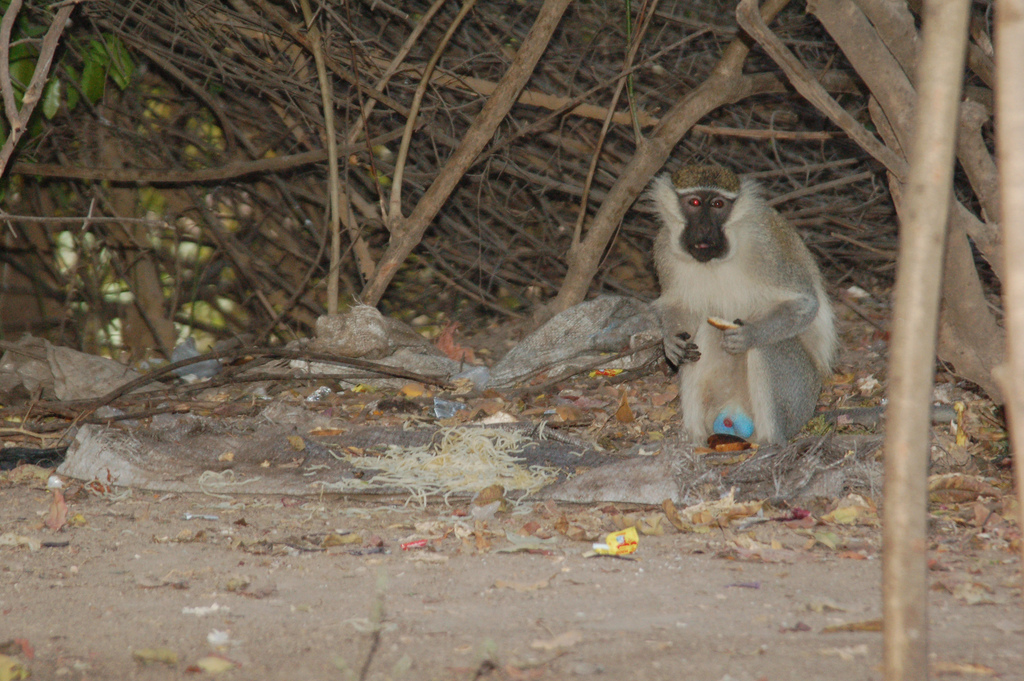
سعدان تنتالوس

## روابط خارجية
- خريطة سياحية مفصلة للحكومة النيجيرية .
- ورقة بيانات موقع التراث العالمي WCMC
- صفحة اليونسكو في حديقة W الوطنية
- متنزه BirdLife IBA الوطني .
- Le Parc du W du Niger (النيجر، بوركينا فاسو، بنين): Aires protégées Burkina Faso - النيجر - بنين . ملخص مركز البحوث IRD d'Orléans ، جامعة أورليانز (فرنسا)